# Ermida de São João Batista (São Mateus da Calheta)
A Ermida de São João Baptista é uma ermida que se localiza na freguesia de São Mateus da Calheta, concelho de Angra do Heroísmo, ilha Terceira, arquipélago dos Açores, Portugal.
Esta ermida teve a sua edificação no Século XIX.